# جامعة بيزا

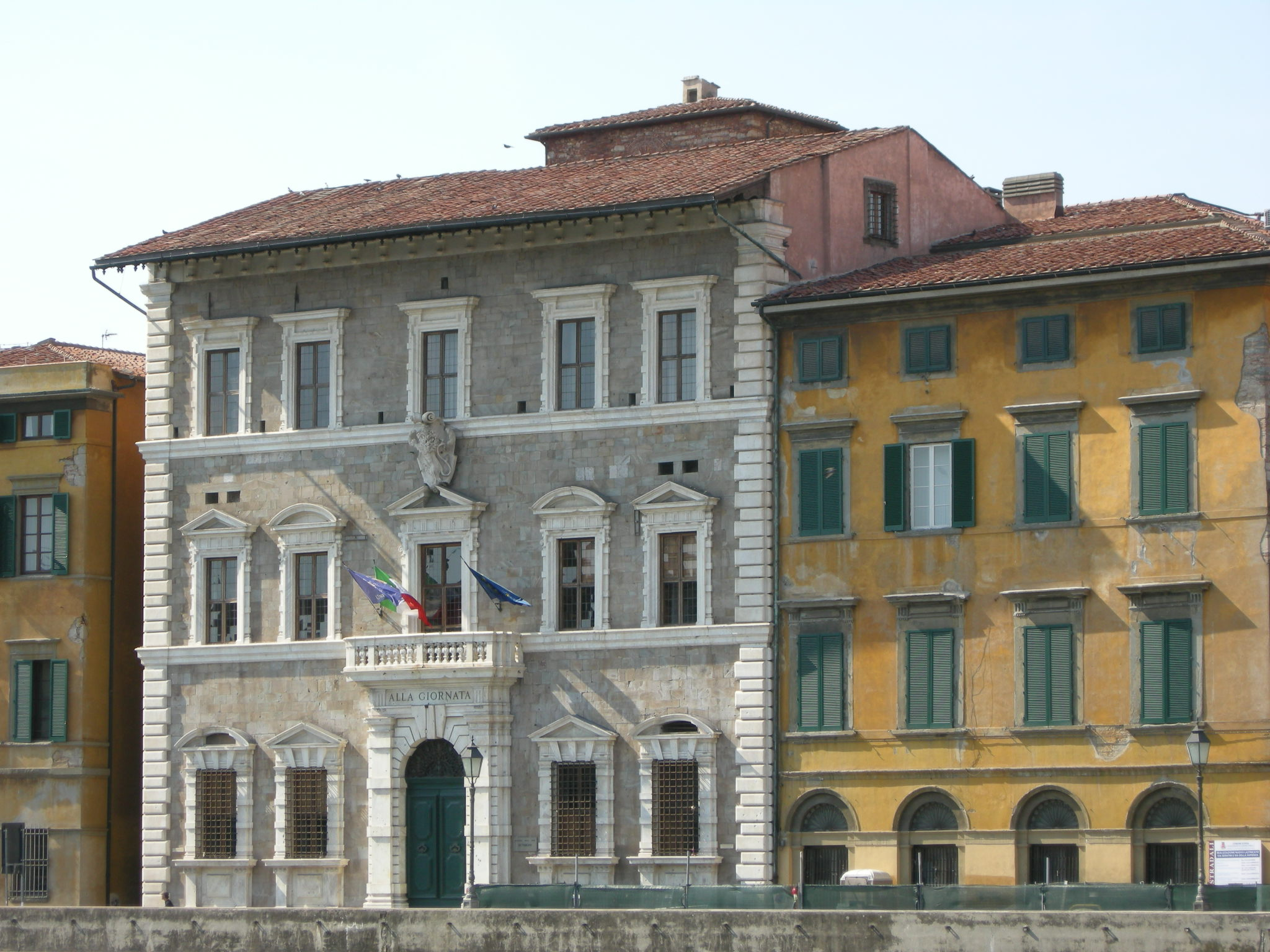
مقر إدارة الجامعة

جامعة بيزا (بالإيطالية: Università di Pisa، وتختصر إلى UniPi) هي جامعة بحثية إيطالية عامة مقرها مدينة بيزا. تأسست عام 1343 بمرسوم من البابا كليمنت السادس، وهي بذلك الجامعة التاسعة عشرة عالميًا في القِدم، والجامعة العاشرة بين أقدم الجامعات في إيطاليا، وهي عضو برابطة الجامعات الأوروبية.

## تاريخ الجامعة
تأسست جامعة بيزا رسميًا في 3 سبتمبر 1343 بمرسوم من البابا كليمنت السادس، وبدأت الدراسة فيها بتدريس علوم اللاهوت والقانون المدني والقانون الديني والطب. في مطلع القرن الخامس عشر أدى غزو فلورنسا لمدينة بيزا إلى غلق الجامعة سنة 1403، وفي عام 1473 عادت جامعة بيزا إلى نشاطها العلمي الطبيعي بفضل رعاية حاكم فلورنسا لورينزو دي ميديتشي.

## المكانة الأكاديمية

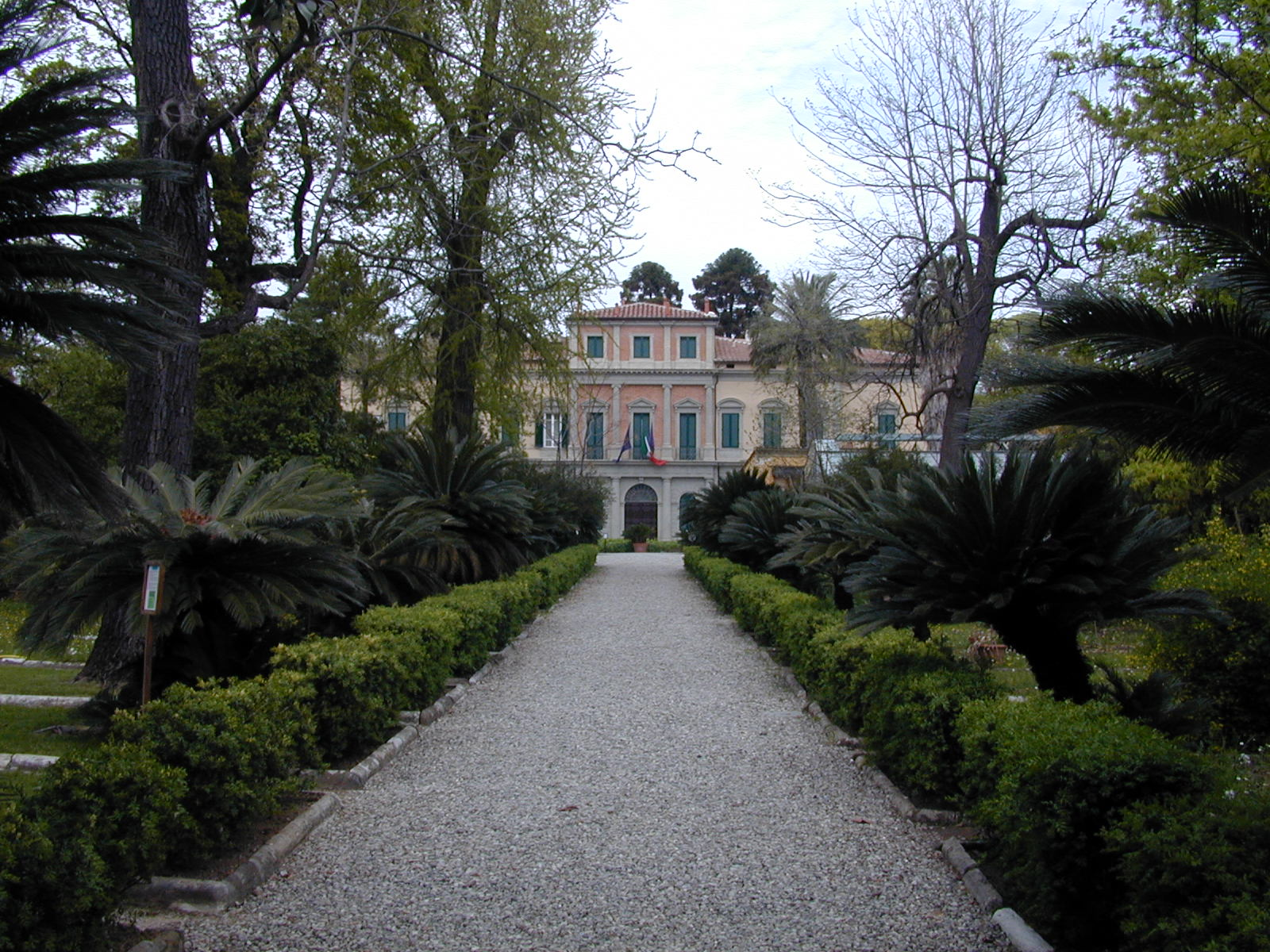
الأورتو بوتانيكو (حديقة النباتات) بجامعة بيزا

جامعة بيزا جامعات مرموقة، يقع مركزها عادة بين المراكز الثلاثة الأولى محليًا، والمراكز الثلاثين الأولى في أوروبا، والمراكز الثلاثمائة الأولى في العالم، وقد تقاسمت مع جامعة روما سابيينزا صدارة الجامعات الإيطالية وفقًا للتصنيف الأكاديمي لجامعات العالم عام 2013، كما تحتل ـ وفقًا لتصنيف الجامعات العالمي QS ـ المركز 115 عالميًا في العلوم الطبيعية و148 في الفنون والإنسانيات و168 في الهندسة وتكنولوجيا المعلومات و298 في علوم الحياة. تضم الجامعة أقدم حديقة نباتية أكاديمية في أوروبا، وهي الأورتو بوتانيكو دي بيزا (بالإيطالية: Orto botanico di Pisa) التي تأسست عام 1544.

## مدارس الجامعة وأقسامها
تضم جامعة بيزا 11 مدرسة و57 قسمًا أكاديميًا، وهذه المدارس هي:
1. مدرسة الأدب والفلسفة
2. مدرسة الاقتصاد
3. مدرسة الرياضيات والفيزياء والعلوم الطبيعية
4. مدرسة الزراعة
5. مدرسة الصيدلة
6. مدرسة الطب والجراحة
7. مدرسة الطب البيطري
8. مدرسة العلوم السياسية
9. مدرسة القانون
10. مدرسة اللغات والآداب الأجنبية
11. مدرسة الهندسة

ولا يضم مدارس جامعة بيزا حرم جامعي واحد، بل تتوزع مبانيها العديدة في أرجاء بيزا، وخاصة في وسط المدينة.
عادة ما تقوم الأقسام الأكاديمية بالتنظيم والتدريس لدرجة الدكتوراه، ولغة الدراسة في الأغلب هي الإيطالية، باستثناء عدد محدود من البرامج الدراسية المتعلقة باللغات والآداب الأجنبية، وبعض البرامج العلمية، كدرجة الماجستير الدولية في هندسة الفضاء (EuMAS)، وماجستير العلوم في هندسة الفضاء، وماجستير علوم الحاسوب والتشبيك.

## طلبة الجامعة
يبلغ عدد طلبة جامعة بيزا حوالي 57 ألف طالب، منهم 53 ألف طالب في المرحلة الجامعية الأولى ومرحلة الدراسات العليا، و3500 طالب في دراسات الدكتوراه والتخصص العالي.

## أشهر من انتموا إلى الجامعة
انتمى إلى جامعة بيزا ـ كأساتذة أو كطلاب ـ عدة قادة سياسيين إيطاليين وأجانب، من بينهم رئيسان إيطاليان، وخمسة بابوات، وخمسة رؤساء وزراء إيطاليين، إلى جانب ثلاثة من الحاصلين على جائزة نوبل.

### مشاهير الخريجين

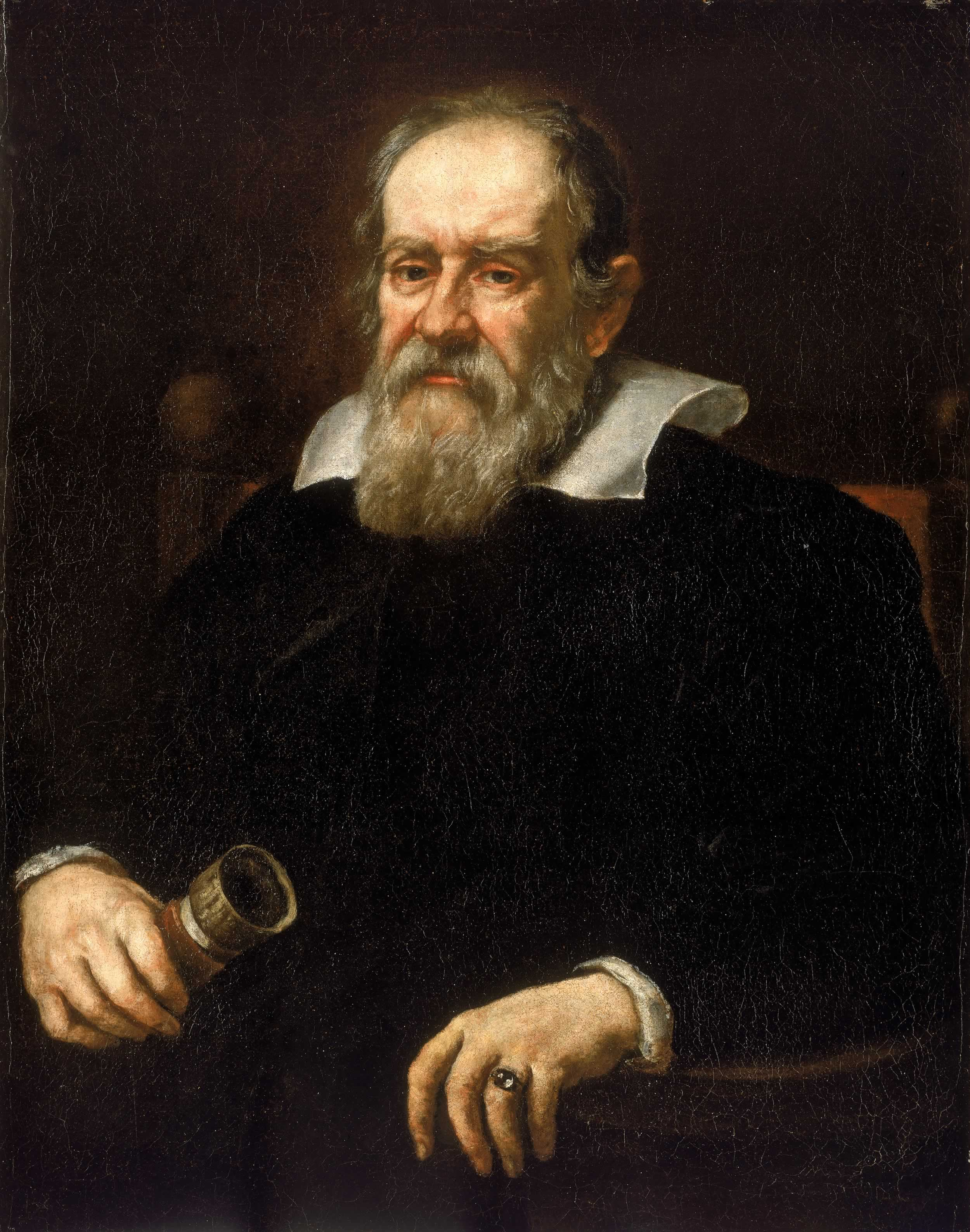
غاليليو

#### سياسيون إيطاليون
- إنريكو ليتا: رئيس وزراء إيطاليا (2013 ـ 2014)
- جوفاني غرونكي: رئيس إيطاليا (1955 ـ 1962)
- جوليانو أماتو: رئيس وزراء إيطاليا مرتين.
- سيدني سونينو: رئيس وزراء إيطاليا مرتين.
- كارلو أزيليو تشامبي: رئيس إيطاليا (1999 ـ 2006)
- ماسيمو داليما: رئيس وزراء إيطاليا (1998 ـ 2000)
- فرانشيسكا ألبانيزي

#### سياسيون أجانب
- رينيه بريفال: رئيس هاييتي.
- علي محمد جيدي: رئيس وزراء الصومال السابق.

#### كاردينالات
- تشيزري بورجا
- فرانتشيسكو باربريني الأب

#### بابوات
- أوربان الثامن
- بولس الثالث
- كليمنت التاسع
- كليمنت الثاني عشر
- ليون العاشر

#### علماء

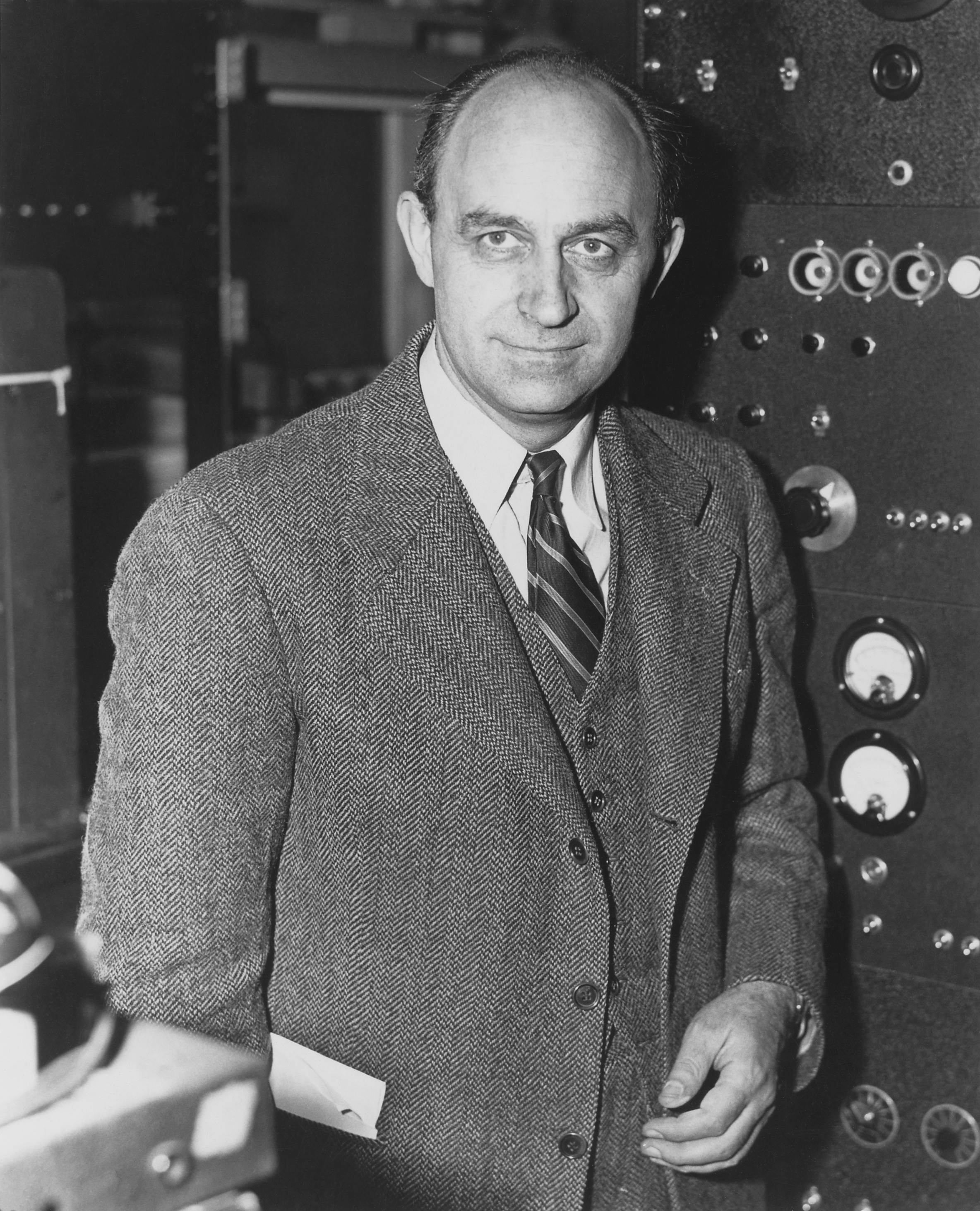
إنريكو فيرمي

- إنريكو فيرمي (جائزة نوبل في الفيزياء سنة 1938)
- جاليليو جاليلي
- فرانسيسكو ريدي
- كارلو روبيا (جائزة نوبل في الفيزياء سنة 1984)

#### آخرون
- أندريا بوتشيلي: مغنٍّ أوبرالي.
- جوزويه كاردوتشي: حاصل على جائزة نوبل في الأدب سنة 1906.
- جوفاني جنتيلي: فيلسوف.
- كارلو غينسبورغ: مؤرخ.
- ماريو مونيتشيلي: مخرج سينمائي.

### مشاهير الأساتذة

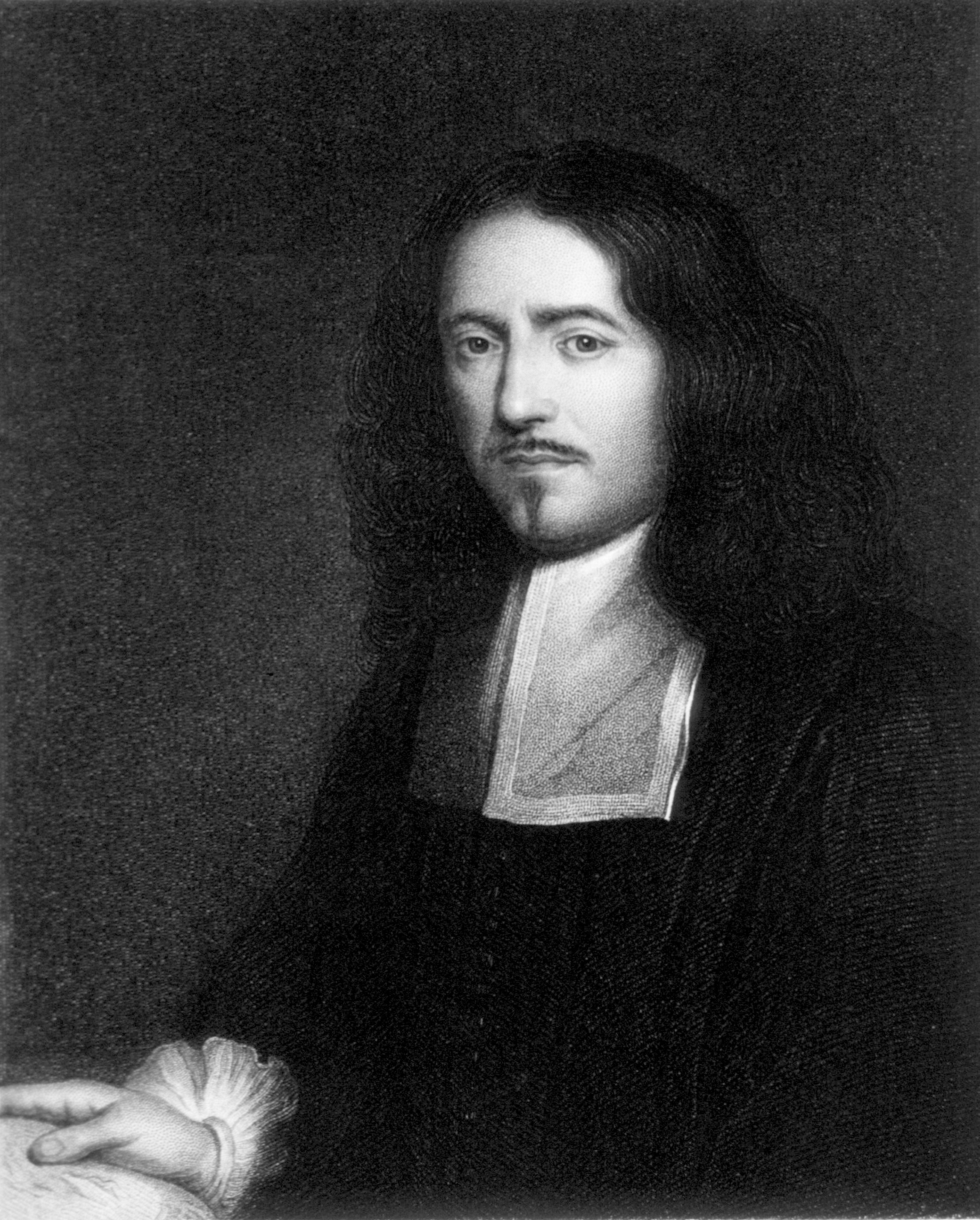
مارتشيللو ملبيغي

#### في المجالات العلمية
- جوفاني بورلي
- مارتشيلو ملبيغي

## وصلات خارجية
- الموقع الرسمي للجامعة